# Bobsleigh aux Jeux olympiques
Le bobsleigh est présent aux Jeux olympiques d'hiver depuis son lancement en 1924 à Chamonix (France) avec au programme l'épreuve du bobsleigh à quatre chez les hommes.
Il passe à cinq en 1928 mais après il restera jusqu'à aujourd'hui à quatre personnes. En 1932 à Lake Placid, une nouvelle épreuve est au programme avec le bob à 2 masculin, épreuve qui est toujours présente de nos jours. En 1952 pour le retour de l'Allemagne dans les Jeux olympiques, ceux-ci l'emportent au bobsleigh à 2 et à 4 avec des athlètes largement obèses. Pour les jeux de 1956 le poids global des équipages est limité par le règlement.
On note cependant la difficulté d'imposer une épreuve féminine de bobsleigh, en effet il faudra attendre 2002 à Salt Lake City pour permettre aux femmes l'accès à la discipline aux Jeux olympiques d'hiver avec la mise en place du bob à deux féminin, mais elles n'ont pas d'épreuve de bob à quatre.

## Compétition

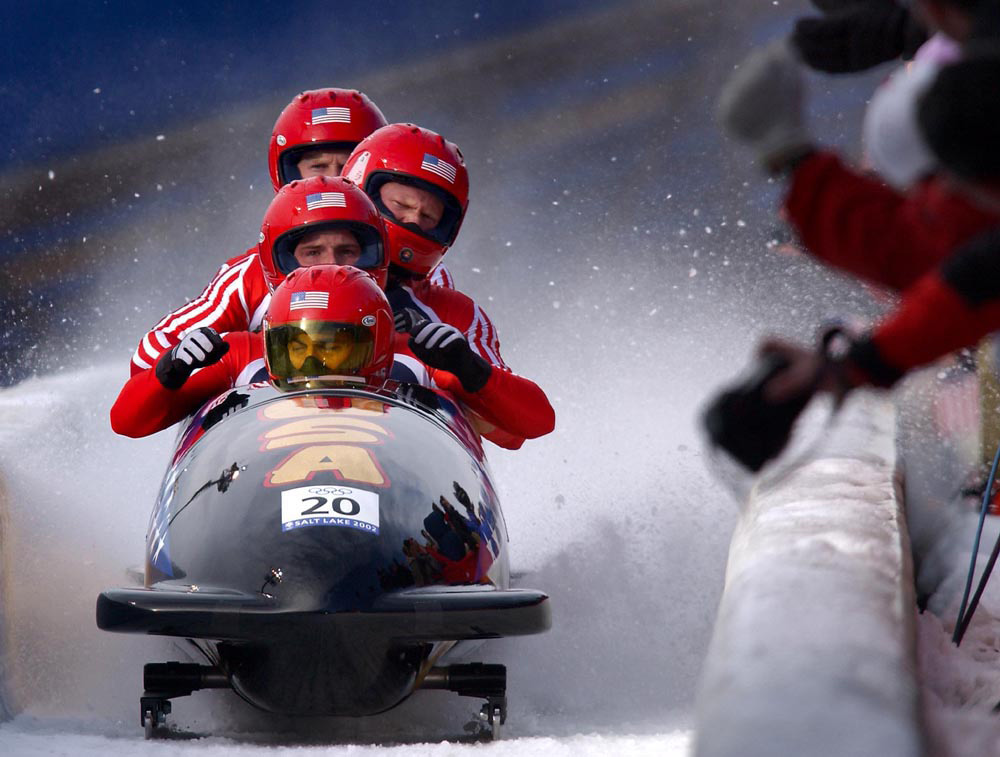

La compétition se déroule de la façon suivante :
- Pour les hommes, l'épreuve est étalée sur deux jours avec deux manches quotidiennes, les temps des quatre manches sont additionnés pour obtenir un résultat global, et celui qui aura obtenu le temps le moins élevé gagnera l'épreuve.

- Pour les femmes, l'épreuve dure une journée avec deux manches, le temps des deux manches sera additionné pour déterminer le résultat final.

Lors des Jeux olympiques d'hiver de 1960 à Squaw Valley, aucune épreuve de bobsleigh ne fut disputée. En effet en 1959, alors que rien n'avait été construit, le CIO se préparait à une nouvelle désignation, lorsque les organisateurs lancèrent enfin les travaux. Malgré le retard, tout fut prêt pour la cérémonie d'ouverture, excepté la piste de bobsleigh, que les organisateurs refusèrent de construire, estimant son coût trop élevé.

## Évènements
• = Épreuves officielles, H = Hommes, F = Femmes
| Epreuve        | 1924 | 1928 | 1932 | 1936 | 1948 | 1952 | 1956 | 1960 | 1964 | 1968 | 1972 | 1976 | 1980 | 1984 | 1988 | 1992 | 1994 | 1998 | 2002 | 2006 | 2010 | 2014 | 2018 | 2022 |
| -------------- | ---- | ---- | ---- | ---- | ---- | ---- | ---- | ---- | ---- | ---- | ---- | ---- | ---- | ---- | ---- | ---- | ---- | ---- | ---- | ---- | ---- | ---- | ---- | ---- |
| Bob à 2 Hommes |      |      | •    | •    | •    | •    | •    |      | •    | •    | •    | •    | •    | •    | •    | •    | •    | •    | •    | •    | •    | •    | •    | •    |
| Bob à 4 Hommes | •    |      | •    | •    | •    | •    | •    |      | •    | •    | •    | •    | •    | •    | •    | •    | •    | •    | •    | •    | •    | •    | •    | •    |
| Bob à 5 Hommes |      | •    |      |      |      |      |      |      |      |      |      |      |      |      |      |      |      |      |      |      |      |      |      |      |
| Bob à 2 Femmes |      |      |      |      |      |      |      |      |      |      |      |      |      |      |      |      |      |      | •    | •    | •    | •    | •    | •    |
| Bob à 1 Femme  |      |      |      |      |      |      |      |      |      |      |      |      |      |      |      |      |      |      |      |      |      |      |      | •    |

## Nations présentes
Entre 1924 et 2018, près de 1 858 athlètes en provenance de plus de cinquante nations différentes ont participé aux épreuves de bobsleigh des Jeux olympiques.
| Édition                                              | 24 | 28 | 32 | 36 | 48 | 52 | 56 | 60 | 64 | 68 | 72 | 76 | 80 | 84 | 88 | 92 | 94 | 98 | 02 | 06 | 10 | 14 | 18 |
| ---------------------------------------------------- | -- | -- | -- | -- | -- | -- | -- | -- | -- | -- | -- | -- | -- | -- | -- | -- | -- | -- | -- | -- | -- | -- | -- |
| Nombre de nations présentes en bobsleigh par édition | 5  | 14 | 8  | 13 | 9  | 10 | 13 | -  | 11 | 11 | 11 | 13 | 11 | 16 | 23 | 25 | 30 | 28 | 34 | 22 | 23 | 23 | 21 |

Le nombre indiqué entre parenthèses est le nombre d'athlètes engagés dans les épreuves officielles pour chaque pays sur l'ensemble des Jeux de 1924 à 2018
| - Allemagne (149) - Allemagne de l'Est (34) - Allemagne de l'Ouest (52) - Antilles néerlandaises (4) - Argentine (23) - Arménie (4) - Athlètes olympiques de Russie (10) - Australie (36) - Autriche (158) - Belgique (52) - Bosnie-Herzégovine (10) - Brésil (18) - Bulgarie (14) - Canada (140) - Corée du Sud (20) - Croatie (17) - Équipe unifiée d'Allemagne (19) - Équipe unifiée de l'ex-URSS (9) - Espagne (13) |  | - États-Unis (236) - France (123) - Grande-Bretagne (169) - Grèce (8) - Hongrie (17) - Îles Vierges des États-Unis (30) - Irlande (13) - Italie (178) - Jamaïque (25) - Japon (59) - Lettonie (60) - Liechtenstein (6) - Luxembourg (9) - Mexique (18) - Monaco (28) - Nigeria (2) - Norvège (31) - Pays-Bas (37) - Pologne (35) |  | - Porto Rico (14) - Portugal (5) - République tchèque (40) - Roumanie (120) - Russie (66) - Saint-Marin (2) - Samoa américaines (2) - Serbie (6) - Serbie-et-Monténégro (4) - Slovaquie (16) - Suède (54) - Suisse (194) - Taipei chinois (24) - Tchécoslovaquie (20) - Trinité-et-Tobago (7) - Ukraine (11) - Union soviétique (18) - Yougoslavie (16) |

## Tableau des médailles
Le tableau ci-dessous présente le bilan, par nations, des médailles obtenues en bobsleigh lors des Jeux olympiques d'hiver, de 1924 à 2022. Le rang est obtenu par le décompte des médailles d'or, puis en cas d'ex æquo, des médailles d'argent, puis de bronze.
| Rang  | Nation               | Or | Argent | Bronze | Total |
| ----- | -------------------- | -- | ------ | ------ | ----- |
| 1     | Allemagne            | 16 | 9      | 7      | 32    |
| 2     | Suisse               | 10 | 10     | 11     | 31    |
| 3     | États-Unis           | 8  | 9      | 11     | 28    |
| 4     | Allemagne de l'Est   | 5  | 5      | 3      | 13    |
| 5     | Canada               | 5  | 2      | 4      | 11    |
| 6     | Italie               | 4  | 4      | 4      | 12    |
| 7     | Allemagne de l'Ouest | 1  | 3      | 2      | 6     |
| 8     | Autriche             | 1  | 2      | 0      | 3     |
| 9     | Grande-Bretagne      | 1  | 1      | 3      | 5     |
| 10    | Lettonie             | 1  | 0      | 2      | 3     |
| 10    | Union soviétique     | 1  | 0      | 2      | 3     |
| 12    | Belgique             | 0  | 1      | 1      | 2     |
| 12    | Russie               | 0  | 1      | 1      | 2     |
| 14    | Corée du Sud         | 0  | 1      | 0      | 1     |
| 15    | France               | 0  | 0      | 1      | 1     |
| 15    | Roumanie             | 0  | 0      | 1      | 1     |
| Total | Total                | 53 | 50     | 51     | 154   |